# 성덕초등학교 (광주)
성덕초등학교는 대한민국 광주광역시 광산구에 있는 공립 초등학교이다. 

## 학교 연혁
2023. 09. 01. 제6대 박병진 교장 취임
2017. 03. 01. 제4대 노정희 교장 취임
2017. 03. 01. 41학급 편성
2017. 02. 10. 제 6회 졸업식 (129명)[총 졸업생 579명 배출]
2016. 12. 27. 제 4회 전국 초·중·고 학생 나눔공모전 우수상 수상
2016. 02. 05. 제 5회 졸업식 (113명)
2016. 01. 20. 독서·토론·논술 교육 우수학교 선정
2015. 05. 22. 보건복지부장관상 수상 (가족사랑 공모전 독후화 부문)
2015. 03. 01. 40학급 편성
2015. 02. 16. 제 4회 졸업식 (94명)
2014. 03. 01. 30학급 편성
2014. 03. 01. 제3대 이미옥 교장 취임
2014. 03. 01. 제 3회 졸업식 (110명)
2013. 03. 01. 제2대 윤판석 교장 취임
2013. 03. 01. 21학급 편성
2013. 02. 19. 제 2회 졸업식 (74명)
2012. 11. 08. 광주광역시교육청지정 방과후학교 공개보고회(1/1)
2012. 03. 01. 17학급 편성
2012. 02. 14. 제 1회 졸업식 (59명)
2011. 03. 01.제1대 정순남 교장 취임
2011. 03. 01. 성덕초등학교 개교(13학급)

## 참고 자료
- 성덕초등학교 - 한국교육학술정보원 학교알리미